# 粗齿溲疏
粗齿溲疏（学名：Deutzia crassidentata）为虎耳草科溲疏属下的一个种。

## 扩展阅读
- 維基物種上的相關：粗齿溲疏